# معاملة المثليين في المملكة المتحدة
تطورت حقوق المثليات والمثليين ومزدوجي الميول الجنسية والمتحولين جنسياً (اختصاراً: LGBT) في المملكة المتحدة لبريطانيا العظمى وأيرلندا الشمالية بشكل كبير مع مرور الوقت.
قبل وأثناء تكوين المملكة المتحدة، اشتبكت المسيحية والمثلية الجنسية. وقد وصف النشاط الجنسي المثلي بأنه «خاطئ»، وكان بموجب قانون السدومية 1533 محظوراً ويعاقب عليه بالإعدام. بدأت حقوق المثليين بالتطور أول مرة بعد تجريم النشاط الجنسي بين الرجال، في عام 1967 في إنجلترا وويلز، وبعد ذلك في اسكتلندا وأيرلندا الشمالية. لم يخضع النشاط الجنسي بين النساء لنفس القيود القانونية.
ومنذ مطلع القرن الواحد والعشرين، تعزز دعم حقوق المثليين على نحوٍ متزايد. فتم تقنين بعض أشكال الحماية من التمييز للأشخاص من مجتمع المثليين منذ عام 1999، ولكنها امتدت لتشمل جميع المجالات بموجب قانون المساواة 2010. وفي عام 2000، أزالت القوات المسلحة البريطانية الحظر المفروض على أفراد من مجتمع المثليين الذين يخدمون بشكل علني. تم تعديل السن القانونية للنشاط الجنسي بغض النظر عن التوجه الجنسي، في عام 2001 في 16 في إنجلترا واسكتلندا وويلز. وتم تخفيضه إلى 16 في أيرلندا الشمالية في عام 2009، وكان في السابق 17 عاما بغض النظر عن التوجه الجنسي. من حق المتحولين جنسياً تغيير جنسهم القانوني منذ عام 2005. وفي نفس العام، مُنح الشركاء المثليون حق الدخول في شراكة مدنية، وهو اتحاد مدني مماثل على الزواج، وأيضا وحق التبني في إنجلترا وويلز. اتبعت اسكتلندا فيما بعد وأعطت حقوق التبني للأزواج المثليين في عام 2009، وقامت أيرلندا الشمالية بذلك في عام 2013. وقد تم تقنين زواج المثليين في إنجلترا وويلز واسكتلندا في عام 2014، ولكنه لا يزال غير متاح في أيرلندا الشمالية حيث يتم الاعتراف به فقط كشراكة مدنية.
اليوم، يتمتع المواطنون من المملكة المتحدة من مجتمع المثليين بالحقوق القانونية نفسها التي يتمتع بها المواطنون من غير مجتمع المثليين، وتوفر المملكة المتحدة واحدة من أعلى درجات الحرية في العالم لمجتمع المثليين الخاص بها. في مراجعة الفرع الأوروبي للمنظمة الدولية للمثليين والمثليات ومزدوجي التوجه الجنسي والمتحولين جنسيا وثنائيي الجنس لعام 2015 لحقوق الـمثليين، حصلت المملكة المتحدة على أعلى درجة في أوروبا، مع تقدم 86% نحو «احترام حقوق الإنسان والمساواة الكاملة» للأشخاص من مجتمع المثليين و92% في اسكتلندا وحدها. أشارت استطلاعات الرأي الأخيرة إلى أن غالبية البريطانيين يؤيدون زواج المثليين، ووافق 76% من سكان المملكة المتحدة على أن المثلية الجنسية يجب أن تقبل من قبل المجتمع، وفقًا لاستطلاع مركز بيو للأبحاث لعام 2013. بالإضافة إلى ذلك، لدى المملكة المتحدة حاليا الرقم القياسي العالمي لوجود أكثر الناس المعلنين علنا عن كونهم من مجتمع المثليين في البرلمان مع 45 من نواب من مجتمع المثليين المنتخبين في انتخابات عام 2017.
وقد أشارت دراسة استقصائية للأسر المعيشية المتكاملة في عام 2010 إلى أن 1.5% من الناس في المملكة المتحدة يعرِّفون أنفسهم على أنهم مثليين ومثليات ومزدوجي التوجه الجنس - أقل بكثير من التقديرات السابقة البالغة 5-7%. وتفسيرًا للإحصاءات، قال متحدث باسم مكتب الإحصاءات الوطنية: «قد ينخرط شخص ما في سلوك جنسي مع شخص مثلي ولكن لا يعتبر ذلك الشخص نفسه مثليًا». ووفقًا لـيوغوف، فإن الدراسات مثل الدراسة الاستقصائية المتكاملة للأسر المعيشية تقلل من النسبة الحقيقية للسكان الذين هم من مجتمع المثليين، بينما يستخدمون منهج وجهًا لوجه، ويكون الأشخاص غير المثليين جنسياً أقل استعدادًا للكشف عن التوجه الجنسي إلى السائل. تقدر يوغوف نفسها، بناءً على فريقها، الذي تم الاستفسار منه عبر استبيان عبر الإنترنت، أن نسبة الأشخاص من مجتمع المثليين في المملكة المتحدة هي 7%. وتشير التقديرات أيضًا إلى أن عدد سكان المملكة المتحدة من المتحولين جنسيا يتراوح ما بين 300,000 و 500,000 شخصًا،
ولكن جمعية ستونوول للدفاع عن حقوق المثليين تخلص إلى أنه من الصعب تحديد السكان من مجتمع المثليين في المملكة المتحدة لأن بعضهم ليسوا معلنين عن توجههم الجنسي أو هويتهم الجندرية الحقيقية. توجد عدة منظمات تدافع عن حقوق مجتمع المثليين، الذي لديه حضور كبير جدا في جميع أنحاء المملكة المتحدة، وعلى الأخص في مدينة برايتون، التي تعتبر على نطاق واسع غير رسمي «عاصمة المثليين» في المملكة المتحدة، مع مجتمعات كبيرة أخرى في لندن، مانشستر، برمنغهام، بريستول، ليدز، ليفربول، نيوكاسل أبون تاين وأدنبرة، التي تمتلك جميعها مدن المثليين تستضيف مهرجانات ومسيرات فخر المثليين السنوية.

## قانونية النشاط الجنسي المثلي

### المثلية الجنسية كجريمة
قبل عقود من تأسيس المملكة المتحدة الحديثة في عام 1707، حدد القانون الإنجليزي الجنس الشرجي والبهيمية كجرائم يعاقب عليها بالإعدام شنقا نتيجة قانون السدومية 1533، الذي وضعه الملك هنري الثامن. كان القانون أول قانون سدومية مدني، إذ تم التعامل مع هذه الجرائم من قبل المحاكم الكنسية. في حين ألغيت في 1553 حين اعتلت ماري الأولى العرش، تم إعادة سنها في 1563 تحت أليزابيث الأولى. كان جيمس برات وجون سميث آخر اثنين يتم إعدامهما بسبب السدومية في عام 1835.
ورغم أن المادة 61 من «قانون الجرائم ضد الأشخاص 1861» قد ألغت عقوبة الإعدام بسبب المثلية الجنسية، فقد ظل النشاط الجنسي بين الذكور المثليين غير قانوني ويعاقب عليه بالسجن. مددت المادة 11 من تعديل لابوشير، من «قانون تعديل القانون الجنائي 1885»، القوانين المتعلقة بالمثلية لتشمل أي نوع من النشاط الجنسي بين الذكور. أدين أوسكار وايلد بموجب هذا القانون وحكم عليه بسنتين سجن مع الأشغال الشاقة. وعلى العكس من ذلك، لم يتم تجريم المثليات أو استهدافهن من قبل التشريعات.
في اسكتلندا، لم يكن هناك أي قانون يجرم النشاط الجنسي المثلي بين الرجال بين عامي 1424 و 1707، لكن الأفعال المثلية كان يُعاقب عليها. وتعتبر محاكمة غافن بيل مثالا على ذلك.
في أوائل الخمسينات من القرن العشرين، قامت الشرطة بتطبيق القوانين التي تحظر النشاط الجنسي بين الرجال. بحلول نهاية عام 1954، كان هناك 1,069 من الرجال المثليين في السجن في إنجلترا وويلز، بمتوسط عمر يبلغ 37 عامًا. كان هناك عدد من الاعتقالات والمحاكمات رفيعة المستوى، بما في ذلك اعتقال العالم والرياضياتي وفاك شفرة الإنيغما خلال الحرب العالمية الثانية آلان تورينغ، أدين في عام 1952 ب«الفحش العام». قبل العلاج بالهرمونات الأنثوية (الإخصاء الكيميائي) كبديل للسجن. انتحر تورينغ في عام 1954. وقدم رئيس الوزراء السابق غوردون براون، رداً على التماس، اعتذاراً نيابةً عن الحكومة البريطانية في عام 2009 «بسبب الطريقة المروعة التي عومل بها». في عام 1954، تسببت محاكمة وسجن كل من إدوارد مونتاغو (بارون مونتاغو الثالث من بوليو)، ومايكل بيت-ريفرز، وبيتر وايلدبلود لارتكابهم أعمال «فاحشة مثلية» في إثارة ضجة، وأدت إلى إنشاء لجنة لفحص وتقديم تقرير حول قوانين «الجرائم الجنسية المثلية» المعينة من قبل «ديفيد ماكسويل فايف» و«هيو لوكاس-توث»

### إلغاء تجريم النشاط الجنسي المثلي
في عام 1965، اقترح اللورد أران عن حزب المحافظين إلغاء تجريم النشاط الجنسي المثلي بين الرجال (لم يتم تجريم النشاط الجنسي المثلي بين النساء أبدا) في مجلس اللوردات. تبع ذلك همفري بيركلي في مجلس العموم بعد عام، رغم أن بيركلي عاز خسارته في الانتخابات العامة عام 1966 إلى عدم شعبية ذلك. ومع ذلك، في البرلمان المنتخب حديثا، تناول النائب عن حزب العمال ليو آبس القضية وقدم «مشروع قانون الجرائم الجنسية» إلى البرلمان من أجل تنفيذ بعض توصيات لجنة وولفيندن بعد ما يقرب من عشر سنوات من الحملات والحراك.
صدر قانون الجرائم الجنسية 1967 وفقا لذلك وحصل على الموافقة الملكية في 27 تموز 1967 بعد نقاش مكثف في وقت متأخر من الليل في مجلس العموم. حافظ القانون المحظورات العامة على السدومية والفحشاء بين الرجال، ولكنه نص على إلغاء تجريم محدود للنشاط الجنسي المثلي إذا تحققت ثلاثة شروط: 1) كان الفعل يكون بالتراضي، 2) إذا كانت العلاقة تتم في مكان خاص و 3) طرفا العلاقة من الأشخاص الذين بلغوا سن 21 عامًا فقط. لقد كان هذا سنًا أعلى للموافقة من ذلك بالنسبة إلى النشاط الجنسي بين المغايرين، التي تم تحديدها في 16. وعلاوة على ذلك، حدد شرط «في مكان خاص» مشاركة محدودة في العلاقة الجنسية بين شخصين فقط. وقد فُسِّر هذا الشرط بشكل صارم من جانب المحاكم، التي اعتبرت أنه يستثني منه العلاقات التي تحدث في غرفة في فندق، على سبيل المثال، وفي المنازل الخاصة التي يوجد فيها شخص ثالث (حتى لو كان ذلك الشخص في غرفة أخرى). تم إلغاء هذه القيود من قبل المحكمة الأوروبية لحقوق الإنسان في عام 2000.
امتد قانون 1967 فقط إلى إنجلترا وويلز. ولذلك استمرت منظمات مثل حملة المساواة للمثليين وجبهة تحرير المثليين في النضال من أجل تحقيق هدف المساواة التامة في اسكتلندا وأيرلندا الشمالية حيث بقي كل نشاط جنسي مثلي غير قانوني. تم تشريع وإلغاء تجريم النشاط الجنسي المثلي في اسكتلندا على نفس الأساس كما في قانون 1967، بموجب المادة 80 من قانون العدالة الجنائية (اسكتلندا) 1980، الذي دخل حيز التنفيذ في 1 فبراير 1981. كما تم إجراء تعديل مماثل إلى قانون أيرلندا الشمالية، بعد تحديد قضية من قبل المحكمة الأوروبية لحقوق الإنسان (انظر: قضية دودجون ضد المملكة المتحدة)؛ وكان التشريع ذو الصلة أمراً في المجلس، وأمر الجرائم المثلية (أيرلندا الشمالية) 1982، الذي دخل حيز التنفيذ في 8 ديسمبر 1982.

### المساواة في السن القانوني للنشاط الجنسي
في عام 1979، أوصى تقرير فريق عمل اللجنة الاستشارية المعنية بسياسات وزارة الداخلية، «السن القانونية فيما يتعلق بالجرائم الجنسية»، بخفض سن الموافقة على النشاط الجنسي المثلي من 21 إلى 18، ولكن لم يتم سن مثل هذا التشريع.
وفي شباط/فبراير 1994، نظر البرلمان في إصلاح القانون المتعلق بالاغتصاب وغيره من الجرائم الجنسية أثناء إقرار مشروع قانون العدالة الجنائية والنظام العام. واقترحت النائبة عن حزب المحافظين إدوينا كوري إدخال تعديل على مساواة سن الموافقة على النشاط الجنسي المثلي إلى 16 سنة. وقد هزم تعديل كوري في تصويت 280 صوتًا لصالحه مقابل 307 صوتا ضده (280-307). وكان من بين من أيد التعديل توني بلير، جون سميث، نيل كينوك، بادي أشداو ويليام هيغ. وكان من بين من عارض التعديل «ديفيد بلانكيت» و «آن تايلور». كانت هناك احتحاجات غاضبة خارج قصر ويستمنستر عند هزيمة التعديل، عندما اشتبك المتظاهرون في مظاهرة نظمتها جمعية آوترايج! للدفاع عن حقوق المثليين مع الشرطة. تم تمرير تعديل آخر اقترحه «أنتوني ديورانت» خفض السن القانوني للنشاط الجنسي إلى 18 عاما، في تصويت 427 صوتا لصالحه مقابل 162 ضده (427-162)، وكان من بين من أيد التعديل مايكل هوارد وجون ميجور. وكان من بين من عارض التعديل جون ريدوود، ومايكل هيسلتاين، وجون غومر. لم يتم التصويت على تعديل اقترحه سيمون هيوز كان يهدف إلى مساواة السن القانونية للنشاط الجنسي بين المثليين وبين المغايرين إلى 17. وحصل مشروع القانون ككل على قراءة ثانية في مجلس اللوردات بتصويت 290 صوتًا لصالحه مقابل 247 ضده (290-247). وسعى اللورد لونغفورد إلى إعادة 21 عامًا كحد أدنى في مجلس اللوردات، ولكن هزم هذا في تصويت 113 صوتا لصالحه مقابل 176 صوتًا ضده (113-176). كما تم رفض تعديل نائب رئيس كتلة حزب العمّال في مجلس اللوردات، اللورد ماكينتوش من هارينجي، الذي كان سيعادل السن القانونية للنشاط الجنسي إلى 16، في تصويت 71 صوتا لصالحه مقابل 245 صوتًا ضده (71-245).
في قرارها المؤرخ 1 تموز/يوليو 1997، في قضية ساذرلاند ضد المملكة المتحدة، وجدت اللجنة الأوروبية لحقوق الإنسان أنه قد تم انتهاك المادتين 8 و 14 من الاتفاقية الأوروبية لحقوق الإنسان بسبب سن قانوني للنشاط الجنسي تمييزي، على أساس أن لم يكن هناك مبرر موضوعي ومعقول للحفاظ على حد أدنى للسن القانونية للنشاط الجنسي المثلي بين الذكور أعلى من السن القانونية للنشاط الجنسي بين المغايرين. وفي 13 تشرين الأول/أكتوبر 1997، قالت الحكومة إلى المحكمة الأوروبية لحقوق الإنسان أنها ستقترح مشروع قانون إلى البرلمان لتخفيض السن القانونية بالنسبة للنشاط الجنسي المثلي من 18 إلى 16. وفي 22 حزيران/يونيو 1998، تم اقتراح «قانون الجريمة والاغتصاب» في البرلمان. اقترحت النائبة آن كين التعديلات المقترحة لخفض السن القانونية إلى 16. وافق مجلس العموم على هذه الأحكام بأغلبية 207 صوتا لصالح، لكن تم رفضها من قبل مجلس اللوردات بأغلبية 168 ضد. بعد ذلك، تم إدخال «مشروع قانون الجرائم الجنسية (التعديل)» في 16 كانون الأول/ ديسمبر 1998، ومرة أخرى، أقر مجلس العموم في 25 كانون الثاني/يناير 1999 تحقيق المساواة في السن القانونية، ولكن مجلس اللوردات رفض ذلك في 14 نيسان/أبريل 1999. ادعى الذين يدافعون ضد التعديل أنهم كانوا يعملون ببساطة لحماية الأطفال. وقالت البارونة يونغ، زعيمة الحملة ضد التعديل، «إن العلاقات المثلية تحمل مخاطر صحية كبيرة على الشباب.»
وقد أعادت الحكومة مشروع القانون في عام 1999. ومع توقع تمريره من قبل مجلس العموم في دورتين متتاليتين للبرلمان، كان «قانونا البرلمان 1911 و 1949» متاحين لسن مشروع القانون إذا رفض مجلس اللوردات ذلك للمرة الثالثة. مرر اللوردات مشروع القانون في القراءة الثانية، لكنهم أدخلوا تعديلاً خلال مرحلة اللجنة للحفاظ على سن الموافقة على السدومية عند سن 18 عاماً لكلا الجنسين. ومع ذلك، بما أن مشروع القانون لم يستكمل مروره عبر مجلس اللوردات في نهاية الدورة البرلمانية في 30 تشرين الثاني/نوفمبر 2000، فقد أكد رئيس مجلس العموم مايكل مارتن أنه تم الامتثال للإجراءات المنصوص عليها في قوانين البرلمان. وحصل مشروع القانون على الموافقة الملكية بعد بضع ساعات، وسُنّ على أنه قانون الجرائم الجنسية (التعديل) لعام 2000. ودخلت أحكام هذا القانون حيز التتفيذ في جميع أنحاء المملكة المتحدة في 8 كانون الثاني/يناير 2001، حيث خفضت سن الرشد إلى 16 سنة. كما استحدث هذا القانون، لأول مرة، السن القانونية بالنسبة للنشاط المثلي الجنسي بين النساء، إذ أنه لم يكن هناك تشريع بشأن هذا في السابق.
وفي 1 أيار/مايو 2004، دخل قانون الجرائم الجنسية لعام 2003 حيز التتفيذ، الذي أزال كل التشريعات السابقة المتعلقة بالجنس، بما في ذلك قانون عام 1967، وأدخل بدلاً من ذلك جرائم محايدة. وهكذا، تم إزالة الشروط السابقة المتعلقة بالخصوصية، وينظر القانون في النشاط الجنسي دون اعتبار لجنس المشاركين.
مع إقرار «قانون الجرائم الجنسية (أيرلندا الشمالية) 2008»، خفضت أيرلندا الشمالية، التي كانت فيها السن القانونية للنشاط الجنسي 17 بغض النظر عن التوجه الجنسية للفرد إلى 16 عام 2009، بحيث يتطابق مع السن القانونية لإنجلترا وويلز واسكتلندا.

### إلغاء الإدانات
في 31 يناير 2017، دخل قانون الشرطة والجريمة لعام 2017 حيز التنفيذ بعد منحه الموافقة الملكية. أعطى قسم من القانون المعروف باسم قانون آلان تورينغ عفوا رسميا بعد وفاته لآلاف الرجال مثليي الجنس من إنجلترا وويلز الذين أدينوا بموجب قوانين السدوميى القديمة تلك المناطق، وأعطى أولئك الذين ما زالوا يعيشون إمكانية تطبيق للحصول على فسخ لإداناتهم. كانت عمليات التجريد متاحة منذ عام 2012، مع إزالة الإدانة من السجلات الجنائية للشخص. أصدرت اسكتلندا قانونًا أكثر شمولًا في يونيو 2018، مع إصدار العفو التلقائي لأولئك الذين ما زالوا يعيشون. أقرت الجمعية التشريعية في أيرلندا الشمالية قانونًا مشابهًا في عام 2016، ودخل حيز التنفيذ في 28 يونيو 2018. يجب تقديم طلبات العفو في وزارة العدل الأيرلندية الشمالية.
وفقا لـ موقع بينكنيوز، صدر حوالي 200 عفو في إنجلترا وويلز بحلول يوليو 2018.

### إلغاء قانون الشحن التجاري
في أبريل/نيسان 2017، وافق برلمان المملكة المتحدة بالإجماع في المجلسين على "قانون الشحن التجاري (النشاط المثلي) 2017" ليصبح قانونًا. تمت صياغة مشروع قانون العضو الخاص هذا من قبل عضو البرلمان عن حزب المحافظين جون غلين. ألغى هذا القانون المادتين 146 (4) و 147 (3) من "قانون العدالة الجنائية والنظام العام 1994"، الذي وصف بأنه "آخر قانون ضد المثليين" في المملكة المتحدة. ودخل قانون الشحن التجاري (النشاط المثلي) 2017" حيز التنفيذ مباشرة بعد الموافقة الملكية.

## الاعتراف القانوني بالعلاقات المثلية

### شراكة مدنية
لم يكن هناك اعتراف قانوني بالعلاقات المثلية في بريطانيا حتى عام 2005، بعد إضفاء الشرعية على الشراكات المدنية بموجب قانون الشراكة المدنية في 18 نوفمبر 2004. الشراكات المدنية هي اتحاد منفصل يمنح معظم (وليس كل) حقوق ومسؤوليات الزواج المدني، ولكن هناك قضايا الاعتراف بها في بلدان أخرى وقضايا استخدام الاسم. يمكن عقد شراكات مدنية على أي أرضية معتمدة في المملكة المتحدة وفي الأماكن الدينية المعتمدة في إنجلترا وويلز منذ عام 2011 (على الرغم من أن الأماكن الدينية ليست مضطرة)، ولكن لا يمكن أن تشمل قراءات دينية أو موسيقى أو طقوس. دخل قانون الشراكة المدنية حيز التنفيذ في 5 ديسمبر 2005.
أقيم أول حفل للشراكة المدنية في الساعة 11:00 (بتوقيت جرينتش) يوم 5 ديسمبر 2005 بين ماثيو روش وكريستوفر كرامب في سانت بارناباس هوسبيسي، ورثينغ، غرب ساسكس. تم التنازل عن فترة الانتظار المعتادة لمدة 14 يومًا حيث كانت روش يعاني من مرض عضال. ومات في اليوم التالي. تم تنظيم أول احتفال لشراكة مدنية بعد فترة الانتظار القانونية في أيرلندا الشمالية في 19 ديسمبر، مع احتفالات بعد اليوم التالي في اسكتلندا وبعد يوم من ذلك في إنجلترا وويلز.

### زواج المثليين

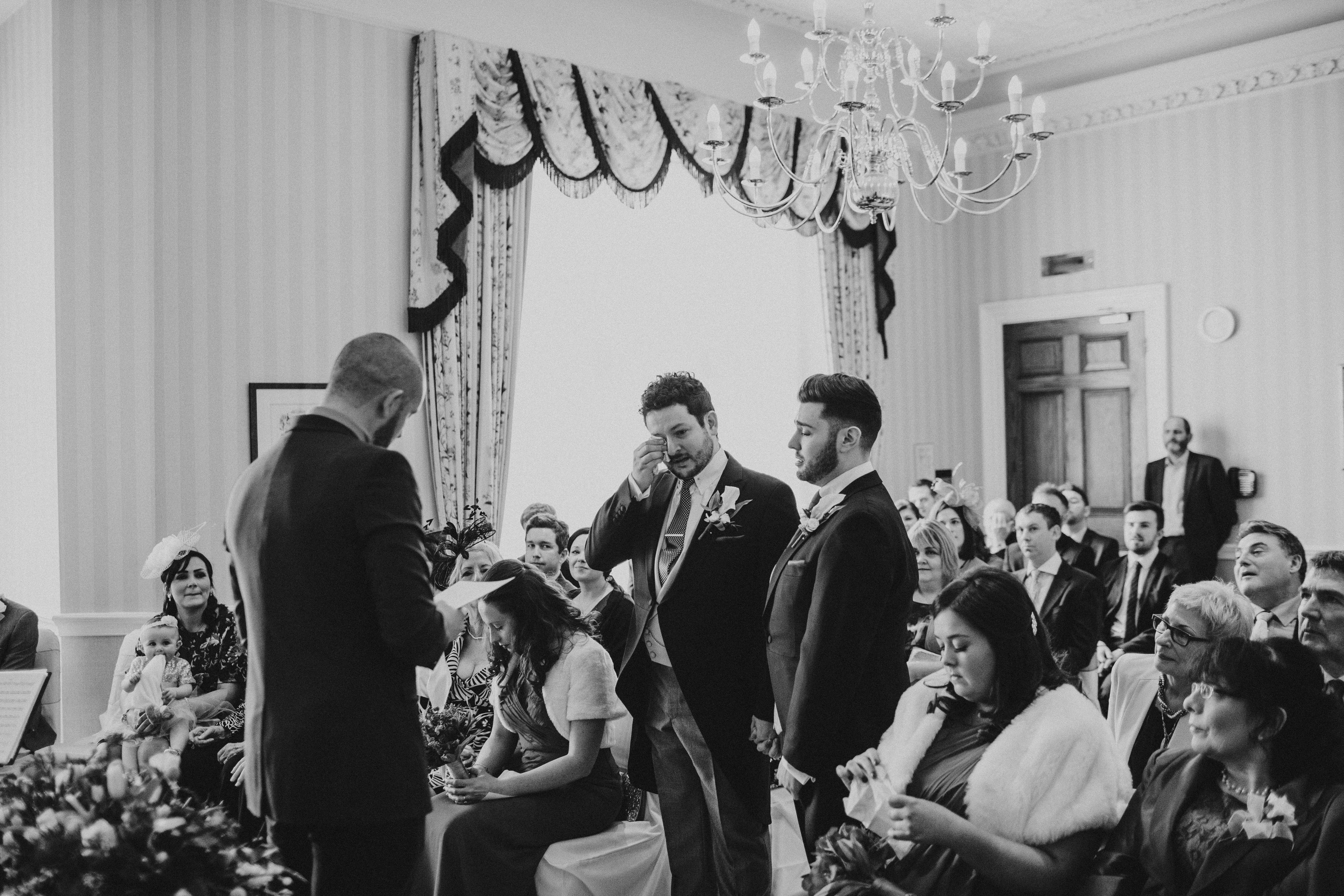
إحدى احتفالات عقد زواج المثليين في المملكة المتحدة عام 2015

كان زواج المثليين في المملكة المتحدة موضوع نقاش واسع منذ إلغاء تجريم المثلية الجنسية في بريطانيا. وكان التشريع السابق في إنجلترا وويلز قد حال دون زواج المثليين، بما في ذلك «قانون الزواج 1949» الذي عرّف الزواج بين رجل وامرأة، وب«قانون بطلان الزواج 1971» الذي يحظر صراحة زواج المثليين، و«قانون القضايا الزوجية 1973» الذي كرر أحكام قانون بطلان الزواج .
في حين تم إنشاء شراكات مدنية في جميع أنحاء البلاد، فإن قانون الزواج هو مسألة تداول السلطات في المملكة المتحدة، وبالتالي فإن الإجراء التشريعي لزواج المثليين يختلف باختصاص الولاية القضائية. صدر قانون الزواج (الأزواج المثليون) 2013، الذي يسمح بزواج المثليين في إنجلترا وويلز، من قبل البرلمان البريطاني في يوليو 2013 ودخل حيز التنفيذ في 13 مارس 2014، مع الاحتفال بأول زواج مثلي في 29 مارس 2014. سمح قانون الشراكة المدنية والزواج (اسكتلندا) 2014 بزواج المثليين في اسكتلندا، والذي أقره البرلمان الإسكتلندي في فبراير 2014 ودخل حيز التنفيذ في 16 كانون الأول/ديسمبر 2014.
يمنح زواج المثليين في المملكة المتحدة جميع حقوق ومسؤوليات الزواج المدني ويمكن إجراؤها في الأماكن المعتمدة. ويشمل ذلك أيضا الأماكن الدينية، التي يختار فيها هيئة دينية أو معتقدية. وتقبله. غير أنه لا توجد أي هيئة دينية أو معتقدية مضطرة لأداء زواج المثليين؛ تعتبر كنيسة انجلترا والكنيسة في ويلز ممنوعة صراحة من القيام بذلك. في الطلاق في زواج المثليين، يبقى تعريف القانون العام للزنا هو الجماع الجنسي بين الرجل والمرأة فقط، على الرغم من أن الخيانة الزوجية مع شخص مثلي يمكن أن يكون سبباً للطلاق باعتباره «تصرفاً غير معقول». كما يتم اعتبار عدم الدخول (عدم ممارسة أي علاقة جنسية بين الزوجين أو الزوجتين) كأساس لإلغاء زواج المثليين.
في أيرلندا الشمالية، لا يتم الاعتراف ولا عقد زواج المثليين، بعد عدة تصويتات ضده من قبل جمعية أيرلندا الشمالية. يُنظر إلى زواج المثليين في بريطانيا العظمى وفي جميع أنحاء العالم على أنها شراكات مدنية في أيرلندا الشمالية. وبسبب الرفض المستمر للمجلس التشريعي للموافقة على مشروع قانون الزواج وبسبب القانون الذي يعترف بالزواج من أجزاء أخرى من المملكة المتحدة كشراكات مدنية، أعلنت جماعات حقوق المثليين المحليين أنها ستنتقل إلى المحاكم للحق في الزواج. في يناير 2015، قام زوجان مثليان تزوجا في إنجلترا ويقيمان في أيرلندا الشمالية برفع دعوى قضائية للاعتراف بزواجهما في المنطقة. في 2 نوفمبر 2015، صوتت الجمعية التشريعية في أيرلندا الشمالية للمرة الخامسة بشأن مسألة تشريع زواج المثليين. ومن بين تصويت 105 أعضاء الجمعية على تقنين زواج المثليين، صوت 53
منهم لصالحه وصوت 51 ضده (53-51)، وهي أول مرة تصوت فيها الجمعية التشريعية لصالح زواج المثليين. ومع ذلك، قدم الحزب الاتحادي الديمقراطي مرة أخرى «اقتراحًا مثيرًا للقلق» (بالإنجليزية: Petition of concern)‏، مما منع أي تأثير قانوني لمشروع القانون. ونتيجة لذلك، تم تقديم «مشروع قانون الزواج (الأزواج المثليون) (أيرلندا الشمالية)» في مجلس اللوردات في 27 مارس 2018، وفي مجلس العموم في اليوم التالي.

## التبني وتنظيم الأسرة
بموجب قانون التبني والطفل 2002، أقر البرلمان أنه يمكن تقديم طلب لتبني طفل في إنجلترا وويلز إما من شخص واحد أو زوجين. تم التخلي عن الشرط السابق الذي ينص على الزواج بين الشريكين، مما يسمح للشركاء والأزواج المثليين بالتبني. رفض مجلس اللوردات الاقتراح في مناسبة واحدة قبل إقراره. وأكد مؤيدو هذا التحرك في البرلمان أن التبني ليس قضية «حقوق المثليين»، بل مسألة توفير أكبر عدد ممكن من الأطفال مع بيئة أسرية مستقرة بدلاً الرعاية والملاجئ. أثار المعارضون الشكوك حول استقرار العلاقات خارج الزواج، وكيف سيؤثر عدم الاستقرار على رفاهية الأطفال الذين تم تبنيهم. ومع ذلك، تم تمرير القانون بنجاح ودخل حيز التنفيذ في 30 ديسمبر 2005. تم تبني تشريع مماثل في اسكتلندا، ودخل حيز التنفيذ في 28 سبتمبر 2009. حذت أيرلندا الشمالية حذوها في ديسمبر 2013.
اعطي قانون التخصيب البشري وعلم الأجنة 2008 الموافقة الملكية في 13 نوفمبر 2008. ويسمح التشريع للمثليات وشركائهم (سواء المدني أو بحكم الأمر الواقع) المساواة في الحصول على القرائن القانونية للأمومة في حالات الإخصاب في المختبر (التلقيح الاصطناعي) أو المساعدة/التلقيح الذاتي (بخلاف المنزل) من لحظة ولادة الطفل. كما يسمح القانون بتحديد هوية الشريكتين في شهادة ميلاد الطفل بكلمة «أم». دخل القانون حيز التنفيذ في 6 أبريل 2009 ولم يكن بأثر رجعي (لا ينطبق قبل ذلك التاريخ). وأصبحت أوامر الآباء المثليين من الرجال وشركائهم منذ 6 أبريل 2010 متاحة لترتيبات تأجير الأرحام.
منذ 31 آب/أغسطس 2009، دخل التشريع الذي يمنح حقوقا متساوية للشريكات المثليات في حقوق المواليد في إنجلترا وويلز حيز التنفيذ، مما يعني أنه يمكن الآن ذكر اسم كل منهما على شهادة ميلاد الطفل، مع تعديل لائحة تسجيل المواليد والوفيات لعام 1987. تم انتقاد التشريع من قبل أولئك الذين يعتقدون أنه «يضر بالمفهوم التقليدي للأسرة». قالت روث هاتت رئيسة السياسة والبحوث في جمعية ستونوول إن القانون الجديد يجعل الحياة أسهل على عائلات المثليات وذكر «إن الشريكات المثليات في المملكة المتحدة الذين يتخذون قرارًا مدروسًا ببدء عائلة سيحصلون أخيرًا على حق الوصول المتساوي للخدمات التي يساعدون فيها كدافعي ضرائب». أثنى اللورد بريت وزارة الداخلية في تعليقاته:
«ويعني هذا التغيير الإيجابي أنه لأول مرة، تتمتع الشريكات اللواتي لديهن أطفال بعلاج الخصوبة بنفس الحقوق التي يتمتع بها نظرائهن من المغايرين ليتم الاعتراف بهن كأمهات في تسجيل المواليد. من الأهمية بمكان أن نحصل على المساواة أينما استطعنا في المجتمع، خاصة مع استمرار تغير الظروف الأسرية. هذه خطوة مهمة إلى الأمام في تلك العملية.» وقال إيان دنكان سميث، الذي قاد الجهود لمعارضة التغيير، إن «غياب الآباء عموما له تأثير ضار على الطفل».
في عام 2016، كان 9.6% من جميع حالات التبني في إنجلترا تشمل الأزواج المثليين. كانت هذه زيادة من 8.4% عن العام السابق. في عام 2018، كان حوالي 450 من الـ 3,820 حالة تبني (حوالي 12%) في إنجلترا من قبل الأزواج المثليين.

## حقوق المتحولين جنسيا
في ديسمبر/كانون الأول 2002، نشر مكتب رئيس الجامعة وثيقة «سياسة الحكومة بشأن المتحولين جنسيا» التي تنص بشكل قاطع على أن تغيير الجنس «ليس مرضًا عقليًا».
منذ الرابع من أبريل/نيسان 2005، ووفقاً لقانون الاعتراف بالجندر 2004، كان من الممكن أن يغيّر المتحولون جنسياً جنسهم القانوني في المملكة المتحدة، مما يسمح لهم بالحصول على شهادة ميلاد جديدة، مع إعطائهم الاعتراف الكامل بالجنس المكتسب في القانون لجميع المقاصد. يجب على الأشخاص المتحوّلين جنسياً تقديم أدلة إلى هيئة الاعتراف بالجندر التي تنظر في قضيتهم وتصدر شهادة الاعتراف بالجندر؛ ويجب أن يتحولوا قبل عامين من إصدار الشهادة. ليس شرطًا أن يقوم الشخص بجراحة إعادة تحديد الجنس، على الرغم من أن هذه الجراحة سيتم قبولها كجزء من الأدلة الداعمة للحالة التي حدثت فيها. هناك موافقة رسمية على إعادة تحديد الجنس طبيا متاحة إما في إدارة الصحة الوطنية أو لدى الخواص.
ومع ذلك، كانت هناك مخاوف بشأن الزواج والشراكات المدنية. وبموجب قانون الاعتراف بالنوع الاجتماعي لعام 2004، طُلب من المتحولين جنسياً المتزوجين أن يطلقوا أو يلغوا زواجهم كي يتم إصدار شهادة الاعتراف بالجندر لهم. وقد اختارت الحكومة أن تحتفظ بهذا الشرط في القانون على نحو فعال لأنها كانت ستقنن فئة صغيرة من زواج المثليين. وسمح «قانون الشراكة المدنية 2004» لإقامة شراكات مدنية بين شريكين مثليين، ولكن إن كانا زوجين وكان أحدهما متحولا جنسيا فلا يمكن لهما ببساطة إعادة التسجيل وضعهما الجديد. يجب عليهم أولاً أن يلغيا زواجهما، وأن يكتسب أحدهما اعترافا قانونيا بنوع الجنس الجديد ثم التسجيل لشراكة مدنية. وهو مايعتبر كأي طلاق مع الأوراق القانونية والتكاليف المرتبطة بذلك.
مع تشريع زواج المثليين في إنجلترا وويلز، ستستمر حالات الزواج القائمة إذا قام أحد الطرفين أو كلاهما بتغيير جنسهم القانوني ويريد الطرفان أن يظلا متزوجين. ومع ذلك، تستمر الشراكات المدنية حيث يقوم الطرفان فقط بتغيير جنسهما في وقت واحد ويرغبان في البقاء في شراكتهما المدنية. يظل هذا القيد بفاعلية حيث أنه سيضفي الشرعية على فئة صغيرة من الشراكات المدنية للمغايرين جنسيا. كما أن التشريع لا يعيد أي من حالات زواج المتحولين جنسياً التي أُلغيت قسراً كشرط مسبق لتأمينهم بشهادة الاعتراف بالجندر وينص على أنه لن يتم إصدار شهادة الاعتراف بالجندر إلا إذا وافقت زوج أو زوجة الشخص المتحول جنسيًا. إذا كان الزوج لا يوافق، يجب بطلان الزواج قبل أن يتم إصدار شهادة الاعتراف بالجندر.

## حقوق الأشخاص ثنائيي الجنس
يواجه الأشخاص ثنائيو الجنس في المملكة المتحدة فجوات كبيرة، ولا سيما في الحماية من التدخلات الطبية التعسفية غير التوافقية، والحماية من التمييز. تهدف إجراءات منظمات المجتمع المدني ثنائية الجنس إلى القضاء على التدخلات الطبية غير التوافقية والممارسات الضارة وتعزيز القبول الاجتماعي والمساواة بما يتماشى مع مطالب مجلس أوروبا والأمم المتحدة.

## الحماية من التمييز
تم إدخال أنظمة للحماية من التمييز على أساس التوجه الجنسي في التوظيف في 1 ديسمبر 2003، بعد اعتماد توجيه الاتحاد الأوروبي في عام 2000، الذي ينص على حظر التمييز في التوظيف على أساس التوجه الجنسي. توفر "لوائح التمييز (إعادة تحديد الجنس)" (أيرلندا الشمالية) 1999" درجة من الحماية للأشخاص المتحولين جنسياً الذين "يعيدون تغيير نوع جنسهم" في التوظيف والتدريب المهني.
في 30 نيسان/أبريل 2007، دخلت لوائح التوجه الجنسي حيز التنفيذ، بعد إدخال أحكام مماثلة في أيرلندا الشمالية في يناير 2007. وفرت حظرًا عامًا للتمييز في توفير السلع والخدمات على أساس التوجه الجنسي. وكان يتم تطبيق تشريع مماثل منذ فترة طويلة فيما يتعلق بالتمييز على أساس الجنس، العرق، الإعاقة والحالة الزوجية. كان إدخال اللائحة مثيراً للجدل ونشأ نزاع بين الحكومة والكنيسة الكاثوليكية الرومانية في إنجلترا وويلز بشأن الإعفاءات لوكالات التبني الكاثوليكية.
أعلن رئيس الأساقفة فنسنت نيكولز من برمنغهام معارضته للقانون، قائلا إن التشريع يتناقض مع القيم الأخلاقية للكنيسة الكاثوليكية. طلبت العديد من وكالات التبني الكاثوليكية الإعفاء من لوائح التوجه الجنسي، وحصلت جمعية الرعاية الكاثوليكية المعنية بالتبني على حكم في 17 مارس 2010 يأمر فيها مفوضية المنظمات الخيرية بإعادة النظر في قضيتها. لم تجد لجنة العمل الخيري مرة أخرى سبباً لاستثناء الرعاية الكاثوليكية، وهو قرار أيده الاستئناف. في آب/أغسطس 2011، وافقت المحكمة العليا على الاستماع إلى الاستئناف الرابع للهيئة الخيرية في القضية. في نوفمبر 2012، رفضت المحكمة العليا الطعن، مع حكم المحكمة لصالح لجنة العمل الخيري. أعلنت الرعاية الكاثوليكية عزمها على الطعن في الحكم.
في أكتوبر/تشرين الأول 2007، أعلنت الحكومة أنها ستسعى إلى إدخال تعديل على قانون العدالة الجنائية والهجرة لإنشاء جريمة جديدة للتحريض على الكراهية على أساس التوجه الجنسي. جاء ذلك بعد تشريع جريمة على الكراهية الدينية التي خلقت جدلا في عام 2006. كان التحريض على الكراهية على أساس التوجه الجنسي بالفعل غير قانوني في أيرلندا الشمالية. قامت اسكتلندا بتشريع مماثل في عام 2009، والذي يتضمن أيضًا الهوية الجندرية كفئة محمية.
حصل قانون المساواة 2010 على الموافقة الملكية في 8 أبريل 2010. كان الهدف الأساسي من القانون هو تدوين مجموعة معقدة من القوانين والأعمال التي شكلت الأساس لقانون مكافحة التمييز في المملكة المتحدة بما في ذلك «قانون المساواة في الأجر 1970»، و «قانون التمييز على أساس الجنس 1975»، و «قانون العلاقات العرقية 1976»، و«قانون التمييز ضد المعاقين 1995» وثلاثة قوانين رئيسية في الحماية من التمييز في التوظيف على أساس الدين أو المعتقد، التوجه الجنسي والسن. هذا التشريع له نفس الأهداف مثل «قانون الحقوق المدنية 1964» في الولايات المتحدة وأربعة توجيهات رئيسية للمساواة في المعاملة في الاتحاد الأوروبي، والتي تعكس وتنفذ أحكامها. ويتطلب معاملة متساوية في الحصول على فرص العمل، وكذلك الخدمات الخاصة والعامة، بغض النظر عن الجنس، العرق، الإعاقة، التوجه الجنسي، وضع المتحولين جنسيا، الإيمان (الدين) والعمر. عدل هذا القانون «لوائح المباني المعتمدة (الزواج والشراكة المدنية) لعام 2005» للسماح باحتفالات الشراكة المدنية في الأماكن الدينية في إنجلترا وويلز. كما وسّعت حقوق المتحولين جنسيا، وحظرت التمييز من قبل المدارس على أساس إعادة تحديد الجنس.
وشملت المبادرات الأخرى إنشاء لجنة المساواة وحقوق الإنسان في 1 تشرين الأول/أكتوبر 2007 والمكلفة بالعمل من أجل المساواة في جميع المجالات واستبدال اللجان السابقة المكرسة للجنس والعرق والإعاقة وحدها؛ وإنشاء فريق التوجه الجنسي والجندر في وزارة الصحة؛
نص قانون العدالة الجنائية لعام 2003 على أنه يجب على المحكمة أن تعامل الاعتداء على أساس التوجه الجنسي كعامل مشدد للعقوبة على شخص ما؛ توجيه من دائرة الادعاء الملكية بشأن التعامل مع جرائم رهاب وكراهية المثليين. والتزام من الحكومة للعمل من أجل حقوق المثليين على المستوى الدولي.

### المادة 28
شهدت الثمانينات من القرن الماضي انتكاسة لحقوق المثليين. أدى توفر كتاب نظر فيه البعض إلى أنه «تعزيز» المثلية الجنسية في مكتبات المدارس التي تديرها هيئة التعليم الداخلية في لندن إلى احتجاجات وحملة لتشريع جديد. وبالتالي، في عام 1988، تضمن قانون الحكم المحلي حكما حظر «الترويج المتعمد للمثلية الجنسية» من قبل أي سلطة محلية وحظر «التدريس في أي مدرسة بقبولية المثلية الجنسية كعلاقة عائلية متظاهرة». كان يُعرف هذا القانون بالمادة 28، وعدّل القسم 2A من «قانون الحكومة المحلية 1986». أدت التغييرات في هيكل الحكومة المحلية منذ ذلك التاريخ إلى بعض الخلط حول الظروف المحددة التي ينطبق عليها القانون الجديد، بما في ذلك مسألة ما إذا كان يتم تطبيقه على الإطلاق في المدارس الحكومية أم لا.
ألغيت المادة 28 (التي يطلق عليها القسم 2A في اسكتلندا) في اسكتلندا خلال العامين الأولين من إنشاء البرلمان الإسكتلندي، بموجب «قانون الأخلاقيات في الحياة العامة وما إلى ذلك (اسكتلندا) 2000». تم منع تحرك لإزالة الحكم في إنجلترا وويلز بعد معارضة مجلس اللوردات، بقيادة البارونة يونغ. وفي أعقاب وفاتها في عام 2002، ألغت حكومة حزب العمال المادة 28 في «قانون الحكم المحلي»، والذي دخل حيز التنفيذ في 18 تشرين الثاني/نوفمبر 2003. وخلال تمرير مشروع القانون، لم تجر محاولة للاحتفاظ بالقسم وبتعديل يسعى إلى الحفاظ عليه. وهزم اقتراح باستخدام الاقتراع الشعبي في مجلس اللوردات. في يونيو 2009، اعتذر ديفد كاميرون، زعيم حزب المحافظين، رسميًا عن قيام حزبه بتشريع القانون، مشيرًا إلى أنه كان خطأ وتهديدًا للمثليين.

## الخدمة العسكرية

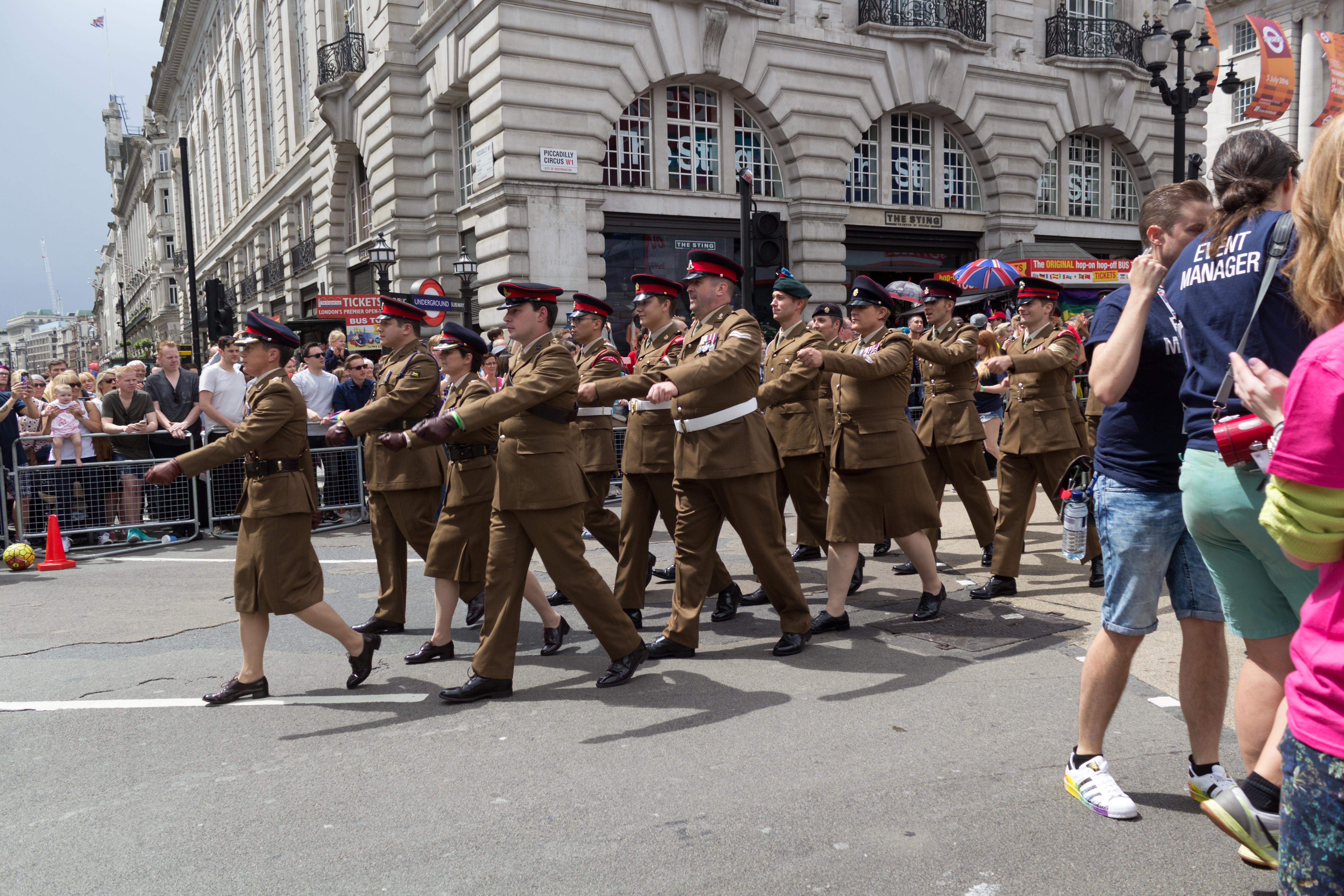
أفراد من القوات المسلحة البريطانية يسيرون في مسيرة الفخر في لندن في عام 2016

تم السماح للأشخاص المثليين والمثليات ومزدوجي التوجه الجنسي والمتحولين جنسيا بالخدمة العلنية في القوات المسلحة لصاحبة الجلالة منذ عام 2000، وقد تم حظر التمييز على أساس التوجه الجنسي منذ عام 2010. كما يحظر على أي شخص الضغط على فرد من مجتمع المثليين للإفصاح عن ميولهم المثلية أو هويتهم الجندرية. يخضع جميع الموظفين لنفس القواعد ضد التعصب والتسلط والتحرش الجنسي، بغض النظر عن الهوية الجندية أو التوجه الجنسي. كما يعترف الجيش البريطاني بالشراكات المدنية ويمنح الشركاء المثليين نفس الحقوق في المال والإسكان على أنهم أزواج مغايرون.
يقوم الجيش البريطاني بنشاط بتجنيد أشخاص من مجتمع المثليين، وقاموا بنشر فرق توظيف إلى العديد من مسيرات فخر المثليين: تعلن البحرية الملكية عن الالتحاق بالتجنيد في مجلات المثليين، وسمحت للبحارة المثليين بعقد احتفالات شراكة مدنية على متن السفن، ومنذ عام 2006، بالمشاركة بالبلدلة البحرية العسكرية الكاملة في مسيرات فخر المثليين. يمكن للأفراد التابعين للجيش البريطاني وسلاح الجو الملكي أن يشاركوا في المسيرات لكنهم اضطروا إلى ارتداء ملابس مدنية حتى عام 2008، والآن يسمح لجميع الأفراد العسكريين لحضور مثل هذه المسيرات مرتدين الزي العسكري.
وقد تم قبول السياسة الحالية في الرتب الأدنى أولاً، حيث كان العديد من كبار الضباط يقلقون على جنودهم الذين يمكنوا أن يواجهوا عدم قبول للمثلية الجنسية. استقال عميد بسبب ذلك ولكن دون تأثير يذكر. منذ التغيير، نما الدعم على مستوى كبار الجنرالات، أخبر ريتشارد دانات، رئيس هيئة الأركان العامة (رئيس الجيش)، أعضاء المؤتمر الرابع المشترك الذي ترعاه الجيش حول مسائل المثليين، أن المثليين جنسياً مُرحّب بهم للخدمة في الجيش. وفي كلمة ألقاها أمام المؤتمر في عام 2008، قال الجنرال ريتشارد، وهذه هي المرة الأولى من نوعها من قبل أي قائد عسكري، إن احترام الضباط والجنود من مجتمع المثليين أصبح الآن «مسؤولية قيادة» حيويً بالنسبة «للفعالية التشغيلية».
في الجيش البريطاني يتطلب من جميع الجنود الخضوع لتدريب "المساواة والتنوع" في إطار "الاختبارات التدريب العسكرية السنوية" واتحمل القلق، مشيرة على وجه التحديد إلى أمثلة عن المثليين جنسيا في أشرطة فيديو للتدريب، وذلك تمشيا مع القيم والمعايير الأساسية للجيش البريطاني بما في ذلك "احترام الآخرين" و "السلوك المناسب". ويعتبر القيم والمعايير الأساسية" مهمة لكونه الجندي محترفا.
في عام 2009، وفي الذكرى العاشرة لتغيير القانون الذي سمح بالمثلية الجنسية في القوات المسلحة، أفادت الصحف بأن رفع الحظر لم يكن له تأثير ملحوظ على الفعالية التشغيلية على الجيش. وقد تم الاحتفال بالذكرى السنوية على نطاق واسع، بما في ذلك في مجلة الجيش «مجلة سولدير»، مع سلسلة من المقالات بما في ذلك قصة غلاف يوليو 2009 ومقالات الصحف.

## علاج التحويل
كتب «بيل وكلارك ودريشر» في عام 2007 أنه يمكن التعرف على منظمة واحدة فقط في بريطانيا تمارس علاج التحويل، وهي منظمة دينية تسمى «ذي فريدوم تراست» (جزء من «إكسودس إنترناشيونال»): «في حين أن عددًا من المنظمات في الولايات المتحدة (سواء الدينية والعلمية/النفسية) تقوم بعلاج التحويل، لا يوجد سوى واحدة في المملكة المتحدة التي نعرفها». ذكرت الصحيفة أن الممارسين الذين قدموا هذه الأنواع من العلاجات بين الخمسينات والسبعينات أصبحوا الآن ينظرون إلى المثلية الجنسية على أنها حالة صحية جيدة، وتشير الأدلة إلى أن «علاج التحويل» هو ظاهرة تاريخية وليست ظاهرة معاصرة في بريطانيا، حيث كان علاج المثلية الجنسية دائمًا أقل شيوعًا من الولايات المتحدة.
في عام 2007، أصدرت الكلية الملكية للأطباء النفسيين ، وهي المنظمة المهنية الرئيسية للأطباء النفسيين في بريطانيا، تقريرا يفيد بأن: «الأدلة تشير إلى أن الأشخاص من مجتمع المثليين منفتحون على طلب المساعدة في مشاكل الصحة العقلية. ومع ذلك، قد يساء فهمهم من قبل المعالجين الذين يعتبرون إن المثلية الجنسية هي السبب الجذري لأي مشكلة في الظهور مثل الكآبة أو القلق، لسوء الحظ ، من المحتمل أن يسبب المعالجون الذين يتصرفون بهذه الطريقة ضائقة كبيرة، فحتى أقلية صغيرة من المعالجين ستذهب إلى حد محاولة تغيير توجهاتهم الجنسية. على الرغم من أن هناك الآن عدد من المعالجين والمنظمات في الولايات المتحدة الأمريكية والمملكة المتحدة يزعمون أن العلاج يمكن أن يساعد المثليين جنسيا ليصبحوا مغايرين جنسياً، فلا يوجد دليل على أن هذا التغيير ممكن.»
في عام 2008، صرحت الكلية الملكية للأطباء النفسيين: «تشارك الكلية الملكية قلق كل من الجمعية الأمريكية للطب النفسي والرابطة الأمريكية لعلم النفس التي تتبناها هيئات مثل الجمعية الوطنية لأبحاث وعلاج المثلية الجنسية في الولايات المتحدة. لا يوجد دليل علمي سليم على أن التوجه الجنسي يمكن تغييره، وعلاوة على ذلك، فإن علاجات المثلية الجنسية كما أوصت بها الجمعية الوطنية لأبحاث وعلاج المثلية الجنسية تخلق بيئة يمكن أن يزدهر فيها التحامل والتمييز.»
في عام 2009، خلص بحث استقصائي عن ممارسي الصحة العقلية في المملكة المتحدة إلى أن «أقلية مهمة من العاملين في مجال الصحة العقلية تحاول مساعدة الزبائن من المثليين والمثليات ومزدوجي التوجه الجنسي ليصبحوا مغايرين جنسياً. وبالنظر إلى عدم وجود أدلة على فعالية مثل هذه العلاجات، من المرجح أن يكون ذلك غير حكيم أو حتى ضار». ذكرت مجلة «ساينتفيك أمريكان» في هذا: «واحد من بين 25 من الأطباء النفسيين والأخصائيين النفسيين البريطانيين يقولون إنهم مستعدون لمساعدة المرضى المثليين ومزدوجي التوجه الجنسي في محاولة للتحول إلى مغايرين، على الرغم من عدم وجود أدلة علمية مقنعة يمكن أن يصبح الشخص مغايرا عمدا»، وقال 17% ممن شملهم الاستطلاع إنهم حاولوا المساعدة في الحد من المشاعر المثلية أو قمعها، وقال 4% إنهم سيحاولون مساعدة المثليين جنسياً على التحول إلى مغايرين جنسيا في المستقبل.
يظل العلاج بالتحويل قانونيًا في المملكة المتحدة، وقد وصفته هيئة الإذاعة البريطانية بأنه «موضوع متنازع عليه بشدة» وجزءً من «حرب ثقافية» أكبر داخل المملكة المتحدة. في يوليو عام 2018، أعلنت حكومة المملكة المتحدة كجزء من خطة عمل لمجتمع المثليين أنها س«تقدم مقترحات» لحظر علاج التحويل.

## التربية الجنسية
يتطلب «القطاع العام للمساواة» التابع قانون المساواة 2010 توفر معلومات عن التنمر على أسا، من بين أمور أخرى، كون المتنمر عليه من مجتنع المثليين ومحاولة العثور على الحلول المتعلقة بكيفية مواجهة هذه القضية. تم نشر المعلومات الأولى المتعلقة بالمدارس والتلاميذ الموجودة في إنجلترا والسلطات العامة التي تخضع للحكم الإنجليزي في اسكتلندا وويلز في 6 أبريل 2012. في عام 2013، نشر مكتب «أوفستاد» إرشادات حول كيفية مواجهة التنمر على أساس رهاب المثلية ورهاب التحول الجنسي في المدارس في إنجلترا. يشمل جزء من هذه الإرشادات تعليم الجنس والعلاقات للتلاميذ من مجتمع المثليين.
في 12 شباط/فبراير 2018، نشر مكتب التعليم في كنيسة إنجلترا سياسة تدعم التثقيف الجنسي تشمل، من بين أمور أخرى، تعليم مجتمع المثليين. فيما يتعلق بالتوجه الجنسي، تنص السياسة على أن «التثقيف الجنسي يجب أن يشمل فهمًا مفاده أن كل البشر كائنات جنسية وأن الرغبة الجنسية طبيعية. يجب تعليم التلاميذ أن البشر يعبرون عن جنسيتهم بشكل مختلف وأن هناك تنوعًا في الرغبة الجنسية». تنص هذه السياسة أيضًا على أنه «يجب السماح للتلاميذ باستكشاف الأسئلة المتعلقة بالهوية وكيفية تقديرنا لهويتنا الخاصة وفرادة الآخرين. يجب أن يساعد» التعليم الشخصي، والاجتماعي والصحي«التلاميذ على التعرف على هويتهم الحقيقية، وتعلمهم أن مؤطرنا الإعلامي الذي يحركه السوق يمكن تحدي الثقافة التي غالباً ما تؤدي إلى قلق صورة الجسد، وهذه القضية هي محور حملة أسقف غلوسيستر #liedentity التي تهدف إلى تحدي الصورة السلبية للجسم وتشجيع الشباب على البحث عن أنفسهم لاكتشاف القيمة الحقيقية والجمال.»
في يوليو 2018، أعلن وزير التربية داميان هيندز عناللوائح الحكومية الجديدة المتعلقة بالتربية الجنسية. ستتم تغطية مواضيع مثل الرفاهية العقلية، والموافقة على الجنس، والحفظ الآمن عبر الإنترنت، والصحة البدنية واللياقة البدنية، وقضايا مجتمع المثليين، في إطار المبادئ التوجيهية الجديدة، التي تعد أول تغييرات في قوانين التربية الجنسية منذ عام 2000، والتي ستكون إلزامية في جميع المدارس الابتدائية والثانوية في إنجلترا منذ سبتمبر 2020. وقد رحبت جماعات الدفاع عن حقوق المثليات والمثليين ومزدوجي التوجه الجنسي والمتحولين جنسيا بالتحرك على وجه الخصوص، الذين استشهدوا بالإحصاءات التي تبين أن 13% فقط من الشباب من مجتمع المثليين تم تعليمهم حول العلاقات السليمة في المدارس. بالإضافة إلى ذلك، سيحتفظ الآباء بحقوق معينة في رفض دروس التربية الجنسية، ولكن بحلول سن 16، قد يحضر الطفل الدروس بغض النظر عن رغبات الوالدين. ينص مشروع التوجيه على ما يلي: «في نهاية المرحلة الابتدائية، يجب أن يعرف التلاميذ أن عائلات الآخرين، سواء في المدرسة أو في العالم الأوسع، تبدو أحيانًا مختلفة عن أسرهم، ولكن يجب عليهم أن يحترموا تلك الاختلافات ويعرفوا أن عائلات الأطفال الأخرى تتميز أيضا بالحب والرعاية». وتضيف الإرشادات الخاصة بالمدارس الثانوية: «يجب تعليم التلاميذ الحقائق والقانون المتعلق بالجنس والتوجه الجنسي والصحة الجنسية والهوية الجندرية بطريقة مناسبة وملائمة للجميع. يجب أن يشعر جميع التلاميذ أن المحتوى ملائم لهم ولحياتهم الجنسية النامية».
جاء ذلك في أعقاب تقارير بأن بعض المدارس الدينية تتجنب عن عمد هذه القضية، وأبرزها مدرسة يهودية أرثوذكسية في شمال لندن والتي في عام 2018 أزالت كل الإشارات إلى الضحايا المثليين من الاضطهاد النازي من جميع كتبهم المدرسية. طبقًا لإدارة التعليم، فإن المدارس الدينية لن يكون لها الحق في الانسحاب من دروس التربية الجنسية. في سبتمبر 2018، وافق الحاخام الأكبر في المملكة المتحدة، إفرايم ميرفس، على الالتزام بهذه السياسة الجديدة ونشر إرشادات حول كيفية تعليم التربية الجنسية لمجتمع المثليين في المدارس اليهودية البريطانية. ولكن، في أكتوبر 2018، أفادت جريدة الصنداي تايمز بأن الحكومة البريطانية قررت منح إعفاءات للمدارس الخاصة من تعليم شامل عن مجتمع المثليين.
كما أعلنت ويلز عن قوانين جديدة حول التربية الجنسية في مايو 2018، والتي ستناقش أيضًا قضايا مجتمع المثليين في المدارس. ستكون اللوائح، التي من المتوقع أن تدخل حيز التنفيذ في عام 2022، إلزامية من السنة 7 (سن 11-12).
دعم بيان الحزب الوطني الاسكتلندي عام 2016 بيان يدعم دروس التربية الجنسية، فضلا عن «تدريب المساواة» للمعلمين، والتي من شأنها أن تغطي قضايا مجتمع المثليين. في نوفمبر/تشرين الثاني 2018، أعلنت الحكومة الاسكتلندية عن تنفيذ التعليم الشامل لقضايا مجتمع المثليين في المناهج الدراسية الاسكتلندية.
وقد رحب الناشطون المدافعون عن حقوق المثليين بهذه الخطوة، واستشهدوا بدراسات وجدت أن حوالي 9 من كل 10 من الأشخاص من مجتمع المثليين الاسكتدليون قد عانوا من رهاب المثلية في المدرسة، وأفاد 27% منهم بأنهم حاولوا الانتحار بعد تعرضهم للمضايقة والتنمر.
يقيّم مكتب أوفستد (مكتب معايير التعليم في خدمات ومهارات الأطفال) إدراج الأشخاص من مجتمع المثليين في السياسات والمناهج الدراسية.

## حراك حقوق المثليين في المملكة المتحدة

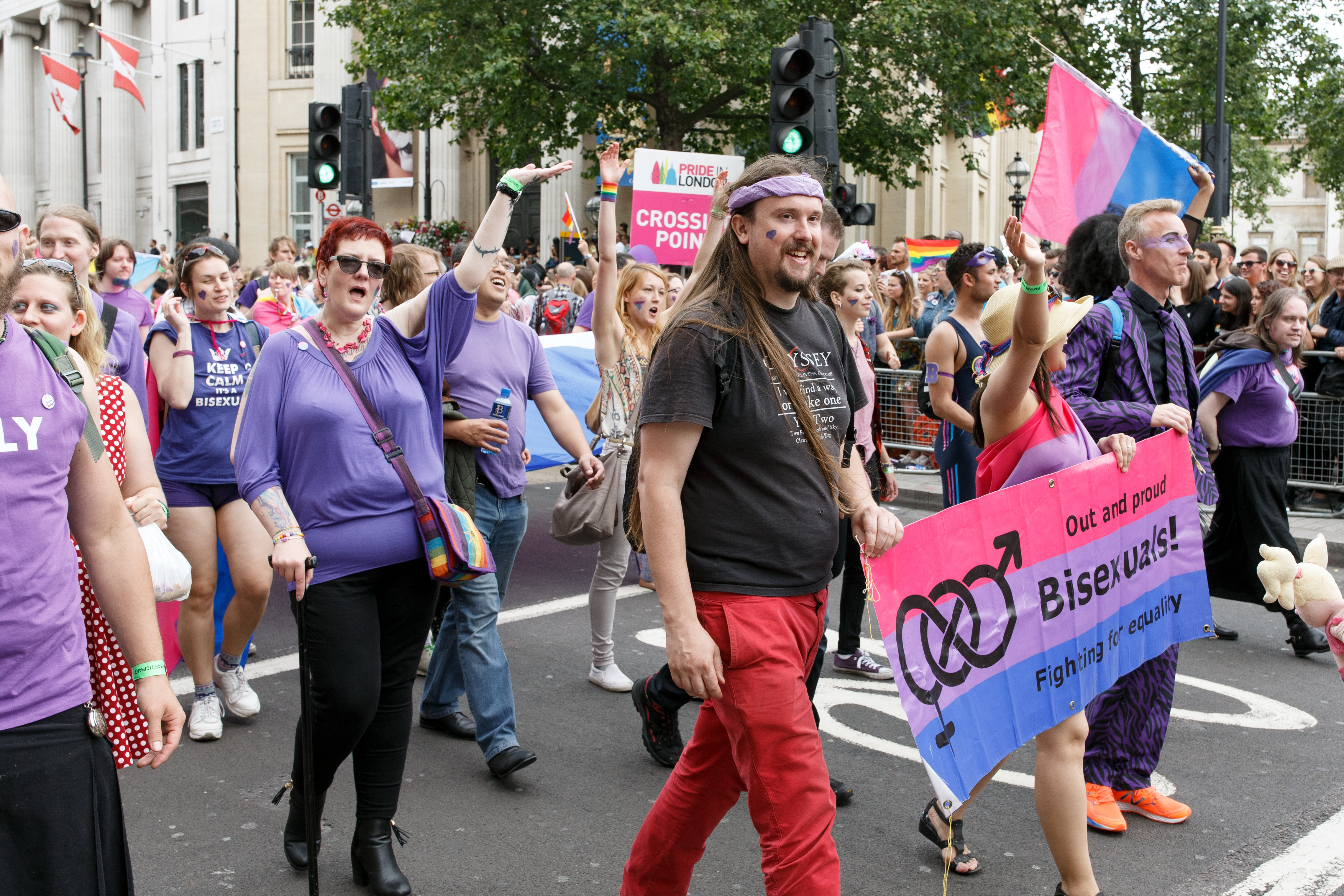
أشخاص مزدوجو التوجه الجنسي يسيرون في مسيرة الفخر في لندن في عام 2016.

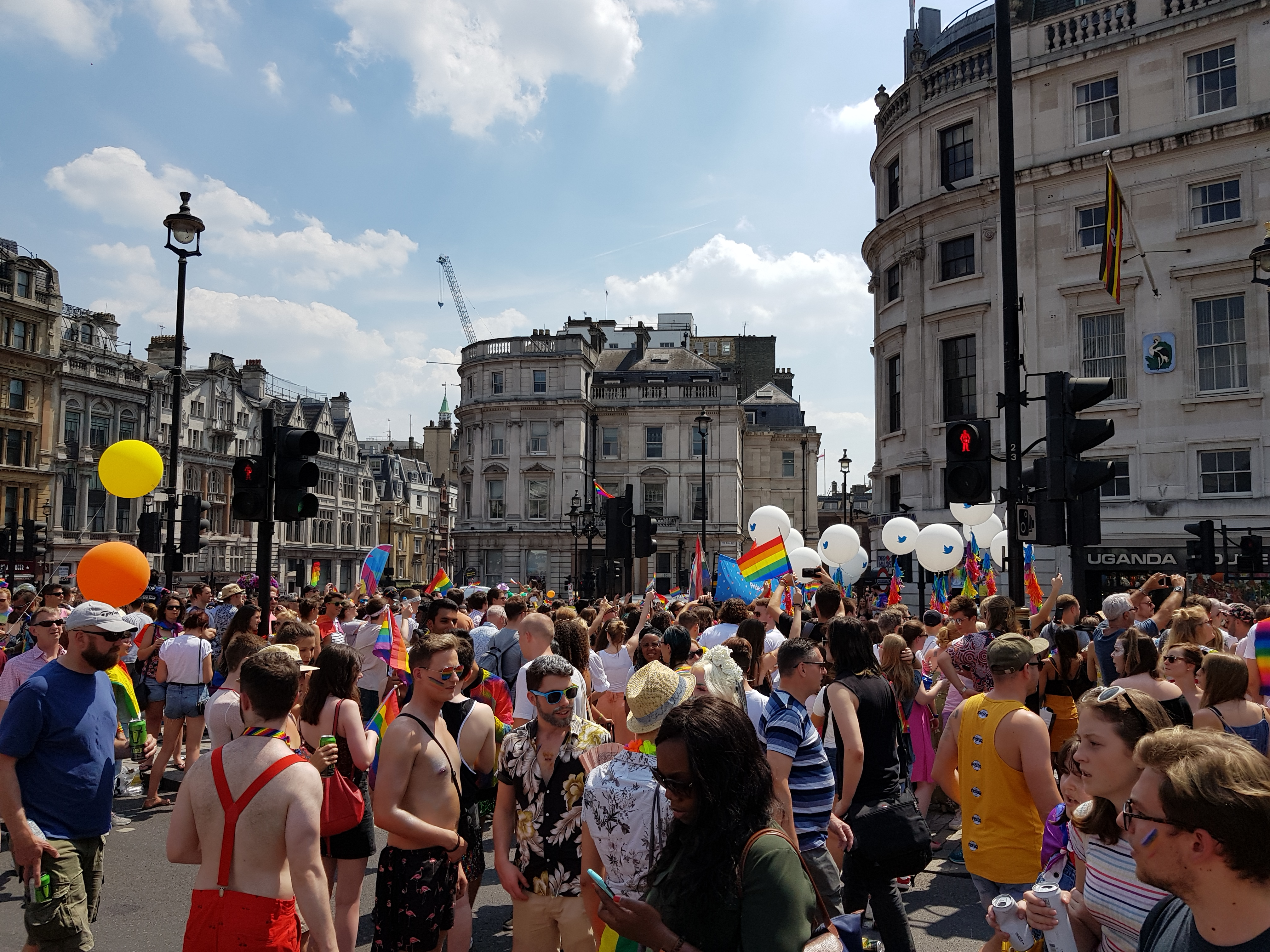
الفخر في لندن في عام 2018

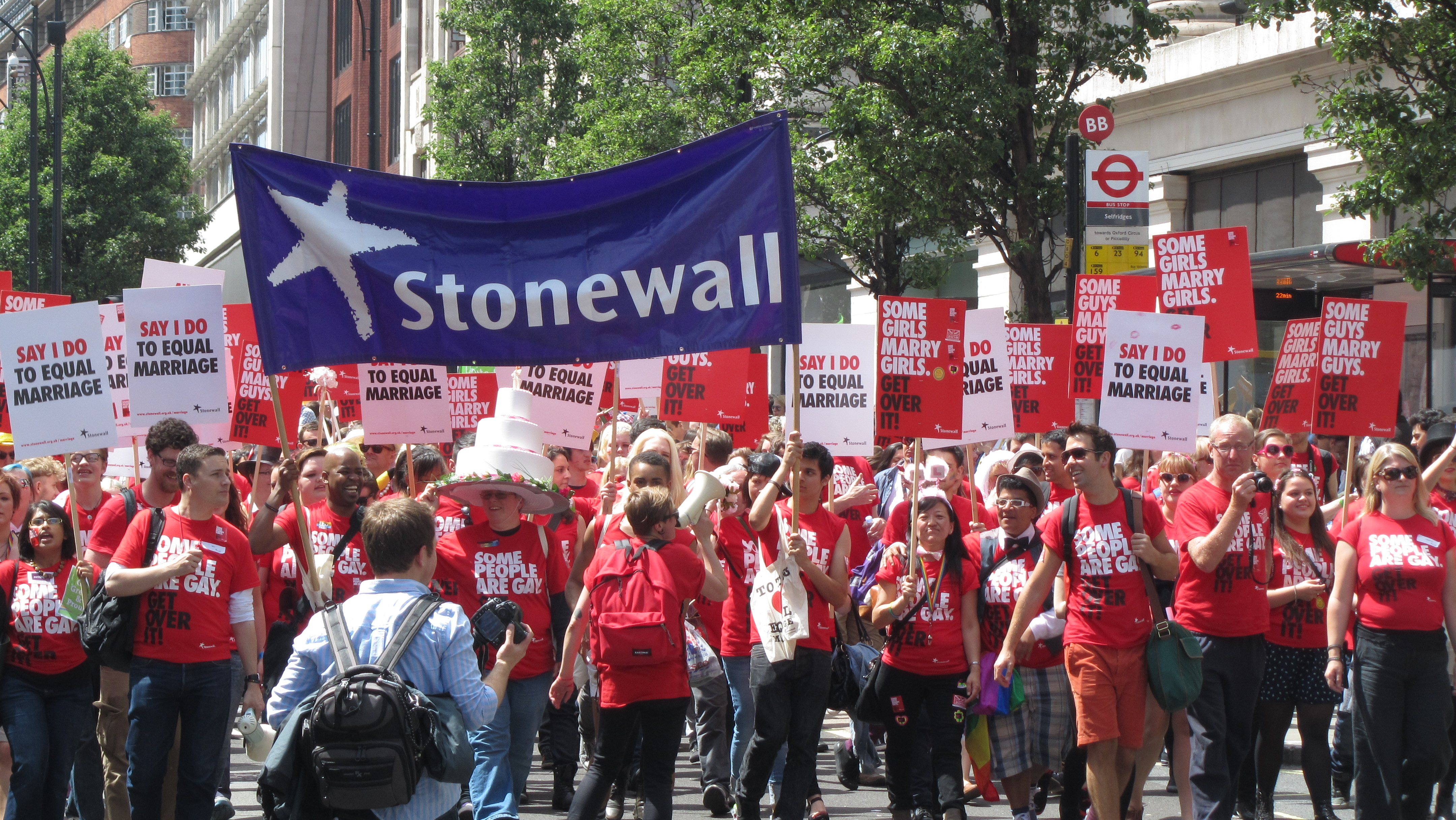
أعضاء من جمعية ستونوول في مسيرة الفخر في لندن في عام 2013

كانت جمعية إصلاح قانون المثلية التي تأسست في 12 مايو 1958، رداً على النتائج التي توصل إليها تقرير وولفنيدن، واحدة من أوائل منظمات المثليين في المملكة المتحدة. في الوقت الحاضر، تعتبر منظمة ستونوول أكبر منظمة تدافع عن حقوق مجتمع المثليين في المملكة المتحدة وأوروبا.
لقد خدم الأشخاص من مجتمع المثليين علناً في السياسة منذ السبعينيات. كانت مورين كولكيهون أول عضوة برلمانية مثلية الجنس علنا (عن حزب العمال، عضوة البرلمان بين عامي 1974-1979)، والتي تم الإفصاح عن مثليتها الجنسية رغما عن إرادتها في عام 1976. كما يسمح للأشخاص المثليين بالخدمة العامة علنا في الشرطة، وفي عام 1990، تأسست "رابطة الشرطة من المثليات والمثليين، المعروفة حاليا باتحاد الشرطة المثليين.
هناك أيضًا تجمعات كبيرة من مجتمع المثليين وأشهرها في برمنغهام (قرية المثليين في برمنغهام) وبلاكبول وبرايتون (مجتمع المثليين في برايتون وهوف) وليفربول (ثقافة المثليين في ليفربول) ولندن (أولد كومبتون ستريت) ومانشستر (شارع كانال). والتي تستضيف كلها مهرجانات ومسيرات الفخر السنوية. كما لدى كل من المدن المجاورة ليوركشاير تودموردن وهيبدين بريدج نسب عالية من السكان من مثليات الجنس.
يتم استضافة العديد من مهرجانات الفخر في المملكة المتحدة كل عام. كانت المسيرات الأولى للمثليين في لندن في عام 1970، تلتها بداية «سباق المملكة المتحدة للمثليين» هناك في عام 1972. يعتبر الفخر في لندن أكبر وأقدم مهرجان، وقد تم تنظيمه سنويًا منذ ذلك الحين. مهرجانات الفخر هي أحداث صيفية مشهورة جداً في المدن الكبرى، وقد توسعت إلى المدن الأصغر في السنوات الأخيرة.

## دور الاتحاد الأوروبي
وفقا ليوريس لافريكوفس من منظمة الفرع الأوروبي للمنظمة الدولية للمثليين والمثليات ومزدوجي التوجه الجنسي والمتحولين جنسيا وثنائيي الجنس، كان الاتحاد الأوروبي قوة إيجابية لحقوق المثليين، لا سيما فيما يتعلق بعدم تجريم النشاط الجنسي المثلي بين البالغين المتراضين، ومنع التمييز ضد الأفراد المتحولين جنسيا في التوظيف، وتحقيق المساواة في السن القانونية للنشاط الجنسي، وتمكين الأشخاص من مجتمع المثليين يخدم بشكل علني في الجيش، والسماح للمتحولين جنسياً بالحق في الزواج، والمساواة في التوظيف، وإدراج حق المعاش التقاعدي للمتحولين جنسيا.

## الرأي العام والتركيبة السكانية
في عام 1993، أجرت جمعية ستونوول استطلاعا لمثليي الجنس من الرجال والنساء المثليين والمثليات في العمل حيث وجدوا أن ثلثي المجيبين أخفوا توجههم الجنسي في العمل وقام حوالي 11% فقط من المستجيبين بإخفاء توجههم الجنسي في مكان العمل. وجدت دراسة متابعة أجريت في عام 2008 أن 20% من المثليين والمثليات قد تعرضوا للتنمر في العمل.
تم تقديم آراء المواقف الاجتماعية تجاه المثلية الجنسية في المملكة المتحدة في مايو 2007 في استطلاع أجرته مؤسسة يوغوف. أشار الاستطلاع إلى أن 90% من البريطانيين يؤيدون التشريع الذي يحظر التمييز على أساس التوجه الجنسي. كما أظهر أيضًا تصورات عامة إيجابية تجاه الأشخاص المثليين على وجه الخصوص، لكنهم أقروا بوجود مدى للتحيز ضدهم. أفاد استطلاع للرأي أجراه معهد بوبولوس لصحيفة التايمز في يونيو 2009 أن أغلبية البريطانيين يؤيدون زواج المثليين. وافق 61% من المشاركين في الاستطلاع على أنه «يجب أن يكون للأزواج المثليين حق متساو في الزواج، وليس فقط إقامة شراكات مدنية». كانت هناك فروق قليلة من الانتماء الحزبي.
وجد استطلاع للرأي أجراه مركز بيو للأبحاث عام 2017 أن 77% من البريطانيين يؤيدون زواج المثليين.
في عام 2017، شارك 108,000 شخص في الدراسة الوطنية لمجتمع المثليين، مما يجعله واحدًا من أكبر استطلاعات الرأي للمثليين والمثليات ومزدوجي التوجه الجنسي والمتحولين جنسيا في العالم. وبينت النتائج بأن الأشخاص من مجتمع المثليين أقل رضىً عن الحياة مقارنةً بالسكان المغايرين في المملكة المتحدة، مع انخفض مستوى الارتياح من قبل الأشخاص المتحولين جنسيا بشكل ملحوظ. قال 68% من المشاركين في الاستطلاع إنهم تجنبوا الإمساك بأيدي شريكهم المثلي في الأماكن العامة. وبأنه تم تقديم علاج التحويل ل5% من المستجيبين، مع خضوع 2% لمثل هذه الممارسات. استُخدمت النتائج التي توصلت إليها الدراسة الوطنية لمجتمع المثليين، لعرض خطة عمل لمجتمع المثليين من 75 نقطة لمعالجة القضايا الرئيسية التي تم تحديدها، بما في ذلك تقديم مقترحات لحظر علاج التحويل في المملكة المتحدة.

## ملخص الولايات القضائية
| حقوق المثليين في: | النشاط الجنسي المثلي قانوني                                          | الاعتراف بالهوية الجندرية         | الاعتراف القانوني بالعلاقات المثلية | زواج المثليين       | تبني المثليين للأطفال | الخدمة العسكرية     | العفو الرسمي                                                    | قوانين مكافحة التمييز (على أساس التوجه الجنسي)  | قوانين مكافحة التمييز (على أساس الهوية الجندرية)                     | أمور أخرى                                                                                   |
| ----------------- | -------------------------------------------------------------------- | --------------------------------- | ----------------------------------- | ------------------- | --------------------- | ------------------- | --------------------------------------------------------------- | ----------------------------------------------- | -------------------------------------------------------------------- | ------------------------------------------------------------------------------------------- |
| إنجلترا وويلز     | قانوني منذ عام1967; تساوي السن القانونية للنشاط الجنسي منذ 2001      | تحت "قانون الاعتراف بالجندر 2004" | الاتحاد المدني منذ عام 2005         | قانوني منذ عام 2014 | قانوني منذ عام 2005   | قانوني منذ عام 2000 | قانوني منذ عام 2017 (التغاضي عن الجرائم التاريخية منذ عام 2012) | حظر "جميع" أنواع التمييز على أساس التوجه الجنسي | حظر "جميع" أنواع التمييز على أساس الهوية الجندرية                    | القسم 28 تم إلغاء حظر "الترويج بقبولية العلاقات المثلية كعلاقة عائلية متظاهرة" منذ عام 2003 |
| اسكتلندا          | قانوني منذ عام 1981؛ تساوي السن القانونية للنشاط الجنسي منذ عام 2001 | تحت "قانون الاعتراف بالجندر 2004" | الاتحاد المدني منذ عام 2005         | قانوني منذ عام 2014 | قانوني منذ عام 2009   | منذ عام 2000        | منذ عام 2018 (التغاضي عن الجرائم التاريخية)                     | حظر "جميع" أنواع التمييز على أساس التوجه الجنسي | حظر "جميع" أنواع التمييز على أساس الهوية الجندرية                    | تم إلغاء حظر القسم 2A "الترويج بقبولية العلاقات المثلية كعلاقة عائلية متظاهرة" منذ عام 2000 |
| أيرلندا الشمالية  | قانوني منذ عام 1982; تساوي السن القانونية للنشاط الجنسي في عام 2001  | تحت "قانون الاعتراف بالجندر 2004" | الاتحاد المدني منذ عام 2005         |                     | قانوني منذ عام 2013   | منذ عام 2000        | منذ عام 2018 (التغاضي عن الجرائم التاريخية)                     | حظر "جميع" أنواع التمييز على أساس التوجه الجنسي | / حظر التمييز على أساس الهوية الجندرية في التوظيف وفي التدريب المهني | -                                                                                           |

### توابع التاج البريطاني
| حقوق المثليين في: | النشاط الجنسي المثلي قانوني                                                    | الاعتراف بالهوية الجندرية | الاعتراف القانوني بالعلاقات المثلية                                                  | زواج المثليين                                                                          | تبني المثليين للأطفال | الخدمة العسكرية                  | قوانين مكافحة التمييز (على أساس التوجه الجنسي)                        | قوانين مكافحة التمييز (على أساس الهوية الجندرية)                            |
| ----------------- | ------------------------------------------------------------------------------ | --- | ------------------------------------------------------------------------------------ | -------------------------------------------------------------------------------------- | --------------------- | -------------------------------- | --------------------------------------------------------------------- | --------------------------------------------------------------------------- |
| غيرنزي            | قانوني منذ عام 1983; التساوي في السن القانونية في عام 2012                     | منذ عام 2007, يسمح فقط بإصدار شهادة ميلاد جديدة. لا يعدل أو يمحي سجلات شهادات الميلاد الموجودة، توسيع ذلك إلى آلدرني وسارك غير واضح | منذ عام 2012 في غيرنزي ومنذ عام 2016 في آلدرني الاتحادات المدنية غير قانونية في سارك | قانوني منذ عام 2017 في غيرنزي ومنذ عام 2018 في آلدرني زواج المثليين غير قانوني في سارك | قانوني منذ عام 2017   | المملكة المتحدة مسؤولة عن الدفاع | حظر "جميع" أنواع التمييز على أساس التوجه الجنسي                       | حظر "جميع" أنواع التمييز على أساس "إعادة تحديد الجنس"                       |
| جزيرة مان         | قانوني منذ عام 1992; تساوي السن القانونية للنشاط الجنسي في عام 2006            | تحت "قانون الاعتراف بالجندر 2009 | الشراكة المدنية منذ عام 2011                                                         | قانوني منذ عام 2016                                                                    | قانوني منذ عام 2011   | المملكة المتحدة مسؤولة عن الدفاع | ستقوم بحظر "جميع" أنواع التمييز على أساس التوجه الجنسي منذ يوليو 2019 | ستقوم بحظر "جميع" أنواع التمييز على أساس "إعادة تحديد الجنس" منذ يوليو 2019 |
| جيرزي             | قانوني منذ 1990، حيث تم تحقيق التساوي في السن القانونية للنشاط الجنسي عام 2006 | تحت "قانون الاعتراف بالجندر (جيرزي) 2004"                                                                                           | الشراكة المدنية منذ عام 2012                                                         | قانوني منذ عام 2018                                                                    | قانوني منذ عام 2012   | المملكة المتحدة مسؤولة عن الدفاع | حظر "جميع" أنواع التمييز على أساس التوجه الجنسي                       | حظر "جميع" أنواع التمييز على أساس "إعادة تحديد الجنس"                       |

### أقاليم ماوراء البحار البريطانية
| حقوق المثليين في:                            | النشاط الجنسي المثلي قانوني                                                                                                | الاعتراف القانوني بالعلاقات المثلية     | زواج المثليين                                          | تبني المثليين للأطفال | الخدمة العسكرية                  | قوانين مكافحة التمييز (على أساس التوجه الجنسي)                                  | قوانين مكافحة التمييز (على أساس الهوية الجندرية) |
| -------------------------------------------- | --- | --------------------------------------- | ------------------------------------------------------ | --------------------- | -------------------------------- | ------------------------------------------------------------------------------- | ------------------------------------------------ |
| أنغويلا                                      | قانوني منذ عام 2001 |                                         |                                                        |                       | المملكة المتحدة مسؤولة عن الدفاع |                                                                                 |                                                  |
| أكروتيري ودكليا                              | قانوني منذ عام 2000 |                                         | قانوني منذ عام 2014                                    |                       | المملكة المتحدة مسؤولة عن الدفاع | حظر "جميع" أنواع التمييز على أساس التوجه الجنسي                                 |                                                  |
| برمودا                                       | قانوني منذ عام 1994 (عدم المساواة في السن القانونية للنشاط الجنسي بين العلاقات الجنسية المثلية والعلاقات الجنسية المغايرة) | الشراكة المنزلية منذ عام 2018           | قانوني منذ عام نوفمبر 2018 ومابين مايو 2017 ومايو 2018 | قانوني منذ عام2015    | المملكة المتحدة مسؤولة عن الدفاع | حظر "جميع" أنواع التمييز على أساس التوجه الجنسي                                 |                                                  |
| المقاطعة البريطانية بالقارة القطبية الجنوبية | قانوني |                                         | قانوني منذ عام 2016                                    |                       | المملكة المتحدة مسؤولة عن الدفاع |                                                                                 |                                                  |
| إقليم المحيط الهندي البريطاني                | قانوني |                                         | قانوني منذ عام 2014                                    |                       | المملكة المتحدة مسؤولة عن الدفاع |                                                                                 |                                                  |
| جزر العذراء البريطانية                       | قانوني منذ عام 2001 |                                         |                                                        |                       | المملكة المتحدة مسؤولة عن الدفاع | حظر "جميع" أنواع التمييز على أساس التوجه الجنسي                                 |                                                  |
| جزر كايمان                                   | قانوني منذ عام 2001 (عدم المساواة في السن القانونية للنشاط الجنسي بين العلاقات الجنسية المثلية والعلاقات الجنسية المغايرة) | / (معترف به لأغراض الهجرة منذ عام 2016) |                                                        |                       | المملكة المتحدة مسؤولة عن الدفاع |                                                                                 |                                                  |
| جزر فوكلاند                                  | قانوني منذ عام 1989 | الشراكة المدنية منذ عام 2017            | قانوني منذ عام 2017                                    | قانوني منذ عام 2017   | المملكة المتحدة مسؤولة عن الدفاع | حظر "جميع" أنواع التمييز على أساس التوجه الجنسي                                 |                                                  |
| جبل طارق                                     | قانوني منذ 1993; تساوي السن القانونية في عام 2012                                                                          | الشراكة المدنية منذ عام 2014            | منذ عام 2016                                           | منذ عام 2014          | المملكة المتحدة مسؤولة عن الدفاع | / حظر بعض أشكال التمييز على أساس التوجه الجنسي (حظر "جميع" أنواع التمييز مقترح) | (مقترح)                                          |
| مونتسرات                                     | قانوني منذ عام 2001 |                                         | (حظر دستوري منذ عام 2010)                              |                       | المملكة المتحدة مسؤولة عن الدفاع | حظر "جميع" أنواع التمييز على أساس التوجه الجنسي                                 |                                                  |
| جزر بيتكيرن                                  | قانوني منذ عام 2001 |                                         | قانوني منذ عام 2015                                    | قانوني منذ عام 2015   | المملكة المتحدة مسؤولة عن الدفاع | حظر "جميع" أنواع التمييز على أساس التوجه الجنسي                                 |                                                  |
| سانت هيلينا وأسينشين وتريستان دا كونا        | قانوني منذ عام 2001 |                                         | قانوني منذ عام 2017                                    | قانوني منذ عام 2017   | المملكة المتحدة مسؤولة عن الدفاع | حظر "جميع" أنواع التمييز على أساس التوجه الجنسي                                 |                                                  |
| جورجيا الجنوبية وجزر ساندويتش الجنوبية       | قانوني |                                         | قانوني منذ عام 2014                                    |                       | المملكة المتحدة مسؤولة عن الدفاع |                                                                                 |                                                  |
| جزر توركس وكايكوس                            | قانوني منذ عام 2001 |                                         | (حظر دستوري منذ عام 2011)                              |                       | المملكة المتحدة مسؤولة عن الدفاع | حظر "جميع" أنواع التمييز على أساس التوجه الجنسي                                 |                                                  |

## ملخص
ملاحظة: عندما لا يتم تحديد السلطة القضائية، ينطبق الحق على المملكة المتحدة بأكملها. لا يشمل أقاليم ما وراء البحار البريطانية وتوابع التاج البريطاني
| الحق | نعم/لا                       | ملاحظات |
| قانونية النشاط الجنسي المثلي | قانونية النشاط الجنسي المثلي | قانونية النشاط الجنسي المثلي |
| --- | ---------------------------- | --- |
| قانونية النشاط الجنسي المثلي | Yes                          | منذ عام 1967 (إنجلترا وويلز) منذ عام 1981 (اسكتلندا) منذ عام 1982 (أيرلندا الشمالية) |
| المساواة في السن القانوني بين العلاقات الجنسية المثلية والعلاقات الجنسية المغايرة | Yes                          | منذ عام 2001 |
| إزالة تصنيف المثلية الجنسية كمرض | Yes                          | |
| العفو الرسمي | Yes                          | منذ عام 2017 (انجلترا وويلز) ومنذ عام 2018 (اسكتلندا وأيرلندا الشمالية) |
| التغاضي عن الجرائم التاريخية | Yes                          | منذ عام 2012 (انجلترا وويلز) ومنذ عام 2018 (اسكتلندا وأيرلندا الشمالية) |
| الاعتراف القانوني بالعلاقات المثلية |                              | |
| الشراكات المدنية متاحة للشركاء المثليين | Yes                          | منذ عام 2005 |
| الشراكات المدنية في الأماكن الدينية | /                            | منذ عام 2011 (انجلترا وويلز) ومنذ عام 2014 (اسكتلندا) غير مسموح بذلك (أيرلندا الشمالية) |
| زواج المثليين المدني والديني | /                            | منذ عام 2014 (انجلترا وويلز) منذ عام 2014 (اسكتلندا) غير مسموح بذلك (أيرلندا الشمالية) |
| التبني والتخطيط العائلي |                              | |
| تبني أحد الشريكين للطفل البيولوجي للشريك الآخر والتبني المشترك للأطفال من قبل الأفراد المثليات والمثليين ومزدوجي التوجه الجنسي والمتحولين جنسياً ومن قبل الأزواج والشركاء المثليين والمثليات | Yes                          | منذ عام 2005 (إنجلترا وويلز) منذ عام 2009 (اسكتلندا) منذ عام 2013 (أيرلندا الشمالية) |
| الحصول على أطفال أنابيب للأفراد والزوجات والشريكات من المثليات | Yes                          | منذ عام 2009 |
| الأمومة التلقائية للطفل بعد الولادة وتسجيل الأبوين للمثليين أو الأمّين المثليتين على شهادة ميلاد الطفل                                                                                       | Yes                          | منذ عام 2009 |
| تأجير الأرحام غير التجاري للأزواج المثليين من الذكور | Yes                          | منذ عام 2010 |
| تأجير الأرحام غير التجاري للأزواج المثليين من الذكور | No                           | (غير قانوني لكل الأزواج بغض النظر عن التوجه الجنسي) |
| الخدمة العسكرية |                              | |
| يسمح للمثليين والمثليات ومزدوجي التوجه الجنسي والمتحولين جنسيا بالخدمة علناً في الجيش | Yes                          | منذ 2000 |
| حقوق المتحولين جنسياً |                              | |
| إلغاء تصنيف التحول الجنسي كمرض | Yes                          | منذ عام 2002 |
| الحق في تغيير الجنس القانوني | Yes                          | منذ عام 2005 |
| الحق في تغيير الجنس القانوني دون الحاجة إلى الطلاق | /                            | منذ عام 2011 (انجلترا وويلز) ومنذ عام 2014 (اسكتلندا) غير مسموح بذلك (أيرلندا الشمالية) |
| الحماية من التمييز |                              | |
| قوانين مكافحة التمييز في جميع المجالات على أساس التوجه الجنسي والهوية الجندرية (منها التوظيف، السلع والخدمات...إلخ)                                                                         | /                            | منذ عام 2010 (إنجلترا وويلز، واسكتلندا) فقط حمايات محدودة على أساس الهوية الجندرية في أيرلندا الشمالية |
| قوانين مكافحة خطاب الكراهية على أساس التوجه الجنسي | /                            | منذ عام 2004 (أيرلندا الشمالية) منذ عام 2008 (إنجلترا وويلز) منذ عام 2009 (اسكتلندا) |
| قوانين ضد خطاب الكراهية على أساس الهوية الجندرية | /                            | منذ عام 2009 (اسكتلندا) لاتوجد قوانين (إنجلترا وويلز، وأيرلندا الشمالية) |
| قوانين ضد جرائم الكراهية على أساس التوجه الجنسي عبر ظروف مشددة للعقوبة | /                            | منذ عام 2004 (أيرلندا الشمالية) منذ عام 2008 (إنجلترا وويلز) منذ عام 2009 (اسكتلندا) |
| قوانين ضد جرائم الكراهية على أساس الهوية الجندرية عبر ظروف مشددة للعقوبة | /                            | منذ عام 2009 (اسكتلندا) لاتوجد قوانين (إنجلترا وويلز، وأيرلندا الشمالية) |
| التعليم الجنسي حول قضايا المثليات والمثليين ومزدوجي التوجه الجنسي والمتحولين جنسياً والعلاقات الجنسية والعاطفية في المدارس                                                                   | /                            | "سيصبح التعليم الشخصي والاجتماعي والصحي، الذي يشمل الجنس والعلاقات، إلزامياً في إنجلترا في سبتمبر 2020 إلزامي لجميع المدارس في اسكتلندا من عام 2018، وويلز من عام 2022 يجب على المدارس في إنجلترا الالتزام بـ"المساواة في القطاع العام" (2012) التابع لقانون المساواة 2010 والذي يتضمن المساواة للمثليين والمثليات ومزدوجي التوجه الجنسي والمتحولين جنسيا ويقيم مكتب أوفستاد إدماج الأشخاص من مجتمع المثليين في السياسات والمناهج الدراسية. |
| السماح للرجال الذين مارسوا الجنس الشرجي بالتبرع بالدم | /                            | فترة تأجيلية بعد 3 أشهر من عدم ممارسة الجنس في إنجلترا وويلز واسكتلندا منذ 2017 فترة تأجيلية بعد سنة واحدة من عدم ممارسة الجنس في أيرلندا الشمالية منذ 2017 |
| حظر علاج التحويل | No                           | (في الانتظار) |
| حقوق الهجرة |                              | |
| المساواة في الهجرة وحقوق الأفراد من المثليات والمثليين ومزدوجي التوجه الجنسي والمتحولين جنسياً والأزواج والشركاء المثليين والمثليات                                                          | Yes                          | منذ عام 2006 |
| الاعتراف بالتوجه الجنسي والهوية الجندرية في طلبات اللجوء | /                            | لا يتم تطبيق المبادئ التوجيهية بشكل متسق بعض الحالات المعترف بها منذ عام 1999 بما في ذلك قضية أيتش جاي و أيتش تي ضد وزارة الداخلية يمكن الحصول على إرشادات بشأن طلبات اللجوء الناجمة عن التوجه الجنسي ولكن ليس عن الهوية الجنسية |